# معلومات تصميم الأسلحة النووية الحرجة
معلومات تصميم الأسلحة النووية الحرجة هي فئة من فئات وزارة الدفاع الأمريكية من البيانات السرية أو البيانات المقيدة السرية التي تكشف عن نظرية التشغيل أو تصميم مكونات القنبلة النووية الحرارية أو قنبلة الانشطار، الرؤوس الحربية أو ذخيرة الهدم أو جهاز الاختبار.
هي معلومات متعلقة بأنظمة التسليح والانفجار والحرق ومجموع الكميات الواردة من المواد القابلة للانشطار والقابلة للانصهار والمواد شديدة الانفجار حسب النوع ومن بين هذه العناصر المكونات التي يحددها أو يقوم بها أو يعمل أو يختبرها أو يستبدلها موظفو وزارة الدفاع ويتم منح الوصول إلى الحد الأدنى لعدد من الموظفين الذين يحتاجون إليها لإنجاز المسؤوليات المسندة اليهم. بسبب أهمية هذه المعلومات وقد تم وضع متطلبات خاصة لذلك.

## العلامات
بالإضافة إلى علامات أخرى مطلوبة ينبغي وضع علامة واضحة على مادة معلومات تصميم الأسلحة النووية الحرجة وكحد أدنى يجب أن تعرض وثائق معلومات تصميم الأسلحة النووية الحرجة على الغلاف أو الصفحة الأولى.

## بيانات الأسلحة
يسمى هذا الجزء من البيانات المقيدة أو البيانات المقيدة سابقًا التي تتعلق بالتصميم أو التصنيع أو الاستخدام (بما في ذلك النظرية والتطوير والتخزين والخصائص والأداء والآثار) للأسلحة الذرية أو مكونات الأسلحة الذرية والأجهزة المتفجرة النووية اسم «بيانات الأسلحة» ولديه أحكام حماية خاصة. تنقسم البيانات الخاصة بالأسلحة إلى ثمانية فئات سيجما والتي يتم وصف الحماية لها بموجب أمر وزارة الطاقة رقم 5610.2 والتحكم في بيانات الأسلحة. ومع ذلك فقد تم إعادة تصنيف بعض بيانات الأسلحة كـ معلومات تصميم الأسلحة النووية الحرجة.